# Circondario di Pozzuoli
Il circondario di Pozzuoli era uno dei circondari in cui era suddivisa la provincia di Napoli.

## Storia
Con l'Unità d'Italia (1861) la suddivisione in province e circondari stabilita dal Decreto Rattazzi fu estesa all'intera Penisola.
Il circondario di Pozzuoli venne soppresso nel 1926 e il territorio assegnato al circondario di Napoli.

## Suddivisione in mandamenti
Elenco dei mandamenti e dei relativi comuni:
- Mandamento di Pozzuoli
Pozzuoli, Soccavo, Pianura
- Mandamento di Ischia
Ischia, Barano d'Ischia, Testaccio, Serrara Fontana
- Mandamento di Ventotene
Ventotene
- Mandamento di Forio
Forio, Casamicciola, Lacco Ameno
- Mandamento di Procida
Procida
- Mandamento di Marano
Marano, Chiaiano